# 沙贝站
沙贝站是廣州地鐵六號線的一個高架车站，位於中国广东省廣州市白云区金沙洲大桥立交绿岛内，於2013年12月28日启用。本站是最接近金沙洲大橋的地鐵車站。

## 車站結構

### 車站樓層
本站共四層。地下一層為設備區；地面架空，設有各出入口；地上二層為站廳层；地上三層為6號線站台層。車站周邊為金沙洲大橋、環洲一路、環洲二路。
| 地上三层 | 侧式站台 | 侧式站台                                   | 侧式站台 | 侧式站台 |
|          | 2 站台   | █6号线 潯峰崗方向（下站：横沙）            |          |          |
|          | 1 站台   | █6号线 香雪方向（下站：河沙）              |          |          |
|          | 侧式站台 |                                            |          |          |
| 地上二层 | 站厅     | 售票机、客服中心、警务室、卫生间、安检设施 |          |          |
|          | 天桥     | 行人过街天桥（非付费区）                   |          |          |
| 地面     | 出入口   | 车站出入口                                 |          |          |
| 地下一层 | 设备区   | 车站设备                                   |          |          |

### 站厅
沙贝站站厅設有售票機、自动售卡/充值机、客務中心等设施。同时设有自助售卡/充值机以及“好易”自助服务机。
沙贝站站厅收费区设于站厅中心偏南侧，收费区内内各自设有兩條扶手电梯以及一組楼梯前往不同方向的月台。受到車站空間位置不足的影響，本站無法設置升降机連接站廳以及月台。為了彌補不足，两个通往各自方向站台的楼梯处均设有轮椅升降机，以方便使用轮椅的残障人士来往站厅以及月台。
另外，本站的卫生间设于站厅南侧非付费区处。

### 月台
本站設有兩個側式月台，位於金沙洲大橋立交綠島內的上空。

月台全景图（浔峰岗方向）

### 出入口
沙贝站开通时設有A1及A2出入口，之后再增设B出入口，因此现时共有3个出入口。
3个出入口均设有专用电梯，同样配合专用电梯亦在出入口旁设有斜坡以方便轮椅人士进出车站。
|                                           |                                                       |      |          |                                                                            |
| 編號                                      | 设施                                                  | 照片 | 出口指示 | 建議前往的目的地                                                           |
| A1                                        | 盲道标志 · 无障碍通道标志 · 升降机标志                |      | 环洲一路 | 金沙洲路、环洲二路、金沙洲大桥西公交车站（东行）、地铁沙贝站公交总站       |
| A2                                        | 盲道标志 · 升降机标志 · 无障碍通道标志 · 扶手电梯标志 |      | 环洲一路 | 沙凤一路、地铁沙贝站公交车站                                               |
| B                                         | 盲道标志 · 无障碍通道标志 · 升降机标志                |      | 金沙洲路 | 彩滨中路、环洲二路、金沙洲大桥、白云儿童公园、金沙洲大桥西公交车站（西行） |
| 註： 設有 \| 設有 \| 設有 \| 設有扶手電梯 |                                                       |      |          |                                                                            |

## 接驳交通
| 编号   | 编号          | 线路                           | 线路         | 线路                         | 收费  | 备注                        |
| ------ | ------------- | ------------------------------ | ------------ | ---------------------------- | ----- | --------------------------- |
|        | 广12          | （广州）二沙島西               | ⇆            | （佛山）万科四季花城         | 2元   |                             |
|        | 广42          | （佛山）白沙（中海金沙湾）     | ↻            | （广州）解放北路口           | 2元   |                             |
|        | 55            | 金沙洲（涛乐街）               | ⇆            | 桥东小区                     | 2元   |                             |
|        | 广231         | （广州）广州火车站（草暖公园） | ⇆            | （佛山）和顺车站             | 3元   |                             |
|        | 广276         | （广州）南洲北路（好信广场）   | ⇆            | （佛山）万科四季花城         | 2–3元 |                             |
|        | 广283         | 广州火车东站                   | ⇆            | （佛山）万科四季花城         | 3元   |                             |
|        | 广283中海班车 | （广州）天河公交场             | ⇆            | （佛山）白沙（中海金沙湾）   | 2元   |                             |
|        | 290           | 金沙洲（涛乐街）               | ↺            | 草暖公园                     | 2元   |                             |
|        | 广424         | （广州）白云文化广场           | ⇆            | （佛山）白沙（中海金沙湾）   | 3元   | 经槎头                      |
|        | 745           | 金沙洲（涛乐街）               | ↻            | 金沙洲大桥西                 | 2元   |                             |
|        | 830           | 金沙洲码头                     | ⇆            | 广花一路（夏花一路口）       | 2元   |                             |
|        | 广885         | （佛山）白沙（中海金沙湾）     | ↻            | （广州）泮塘                 | 2元   |                             |
|        | 夜16          | 门口岗                         | ⇆            | 城西花园                     | 3元   |                             |
|        | 夜45          | 大塘（坚真花园）               | ⇆            | 城西花园                     | 3元   | 226路附属线路               |
|        | 广夜54        | （佛山）白沙（中海金沙湾）     | ↻            | （广州）富力环市西苑（西村） | 3元   | 478路附属线路               |
|        | 夜96          | 广州火车站（草暖公园）         | ⇆            | 金沙洲（涛乐街）             | 3元   | 290路附属线路               |
|        | 广夜122       | （广州）永泰新村               | ⇆            | （佛山）白沙（中海金沙湾）   | 4元   | 经同康路 广424路附属线路    |
|        | 广高峰快线30  | （广州）体育中心               | ⇆            | （佛山）万科四季花城         | 2元   | 广283路附属线路，20–30分/班 |
|        | 佛276         | （佛山）东方广场北门总站       | 全程 ⇆       | （广州）罗冲围客运站         | 4元   |                             |
| 短线 → | 佛276         | （佛山）东方广场北门总站       | （广州）沙凤 |                              | 4元   |                             |

| 编号   | 编号    | 线路                     | 线路         | 线路                 | 收费 | 备注               |
| ------ | ------- | ------------------------ | ------------ | -------------------- | ---- | ------------------ |
|        | 429     | 金沙洲（涛乐街）         | ↺            | 金沙洲（涛乐街）     | 2元  | 经黄丽街、金刚禅寺 |
|        | 广653   | （广州）地铁沙贝站       | ↺            | （佛山）沙面新城     | 2元  |                    |
|        | 广789   | （广州）地铁沙贝站       | ↻            | （佛山）沙面新城     | 2元  |                    |
|        | 广夜112 | （广州）地铁沙贝站       | ⇆            | （广州）沙凤一路西   | 3元  | 经佛山市南海区     |
|        | 佛276   | （佛山）东方广场北门总站 | 全程 ⇆       | （广州）罗冲围客运站 | 4元  |                    |
| 短线 → | 佛276   | （佛山）东方广场北门总站 | （广州）沙凤 |                      | 4元  |                    |

## 利用状况
本站是金沙洲島內三个地铁站其中之一，服务范围则是金沙洲南部的乘客，金沙洲南部有中海金沙湾、保利西子湾等楼盘，同时本站距离沙贝村较近，因此本站客流较为可观。不过金沙洲南部大部分楼盘以及住宅区距离車站较远，那些居民前往市區会使用公交接驳至本站或者直接利用公交經過金沙洲大橋出行。
由于早高峰客流量较大，且為了保證站台上不會累積過多乘客形成安全隱患，影響運營秩序，在2017年6月19日起，本站早高峰时段将实行客流控制措施。本站目前的高峰时段为工作日7:30-9:00。

## 历史
本站最初出现在2003年方案中，当时6号线西段路線在通過黃沙之後不過江，繼續沿珠江沿岸到達舊廣州南站一帶，隨後轉入大坦沙島，沿橋中南路再轉向正北穿過該島。最終在沙頭頂向西北方向跨過珠江，進入金沙洲。當時车站位置与现时一致。
2006年，本站動工。2013年1月15日，本站随浔峰岗站、横沙站正式“三权移交”。2013年12月28日，本站随6号线首期正式开通而启用。
2022年年末疫情期间，本站曾受防控措施影响，于11月21日至27日暂停服务。